# Óscar Romero (labdarúgó)
Óscar Romero (Fernando de la Mora, 1992. július 4. –) paraguayi labdarúgó, a Cerro Porteño középpályása, de csatárként is bevethető. Ikertestvére a 2013-ban az év paraguayi labdarúgójának választott Ángel Romero.